# Guandi de Jingzhou
Guandi de Jingzhou était une statue de 58 mètres de haut d'un Guan Yu debout se trouvant en Jingzhou en Chine. La construction de la statue a été finie en 2016.  Elle reposait sur une base de 19 mètres de haut, conduisant à une hauteur totale de 77 mètres du monument. Elle était en 2019 la trentième plus grande statue au monde.
Elle fut démolie complètement en 2022, en attente d'une relocalisation ultérieure. 